# Jimmy Stepanoff
Jimmy Stepanoff, alias Friedrich Hieronymus Freiherr von Unterreiner,
(* 15. Februar 1959 in Žitište, Serbien) ist ein deutscher Maler und Illustrator.
Stepanoff zog Ende der 1970er Jahre nach München. Dort wurde er als Storyboard-Zeichner beim Film aktiv, er wirkte u. a. bei Die unendliche Geschichte und Die Katze mit.
In den 1990er Jahren widmete er sich wieder verstärkt der Malerei, speziell zu Mythen und Legenden hat er Bilderserien angelegt. Seine Interpretationen zur Nibelungensage ist in zwei illustrierten Büchern und mehreren Ausstellungen gezeigt worden.

## Werke (Auswahl)
- Der Fremde – Behind the dark, Ed. Painting Century Box, München, 2000.
- Die Nibelungen: das geheime Königreich, Artenvielfalt-Publikation, München, 2001.[3][4]
- Die Nibelungen: Siegfrieds Jugend, 1, Caminando-Verlag, München, 2009.
- Die Riesin Jadwiga, 2016, mit Karin Ebner